# Charles Fambrough
Charles Fambrough (* 25. August 1950 in Philadelphia, Pennsylvania; † 1. Januar 2011 in Allentown, Pennsylvania) war ein US-amerikanischer Jazzbassist und Komponist.

## Biografie
Er lernte ursprünglich klassisches Klavier, wechselte aber mit 13 Jahren zum Kontrabass. Unterricht hatte er bei Neil Courtney; dessen weiterer Schüler Stanley Clarke brachte Fambrough den Modern Jazz nahe. 1968 begann er mit Orchesterensembles für Musicals und Fernsehshows zu spielen, arbeitete kurz selbständig in Hotels der Catskill Mountains und in verschiedenen Rhythm-and-Blues-Gruppen. 1969 wurde er Mitglied in der Popband Andy Aaron's Mean Machine, in der auch Grover Washington, Jr. spielte. Als dieser 1970 eine eigene Formation gründete, blieb Fambrough 3½ Jahre in dessen Band. Danach war er bei Airto Moreira (1975–1980), McCoy Tyner (1978–80), Art Blakeys Jazz Messengers (1980–84) und im Wynton Marsalis Quintett (Fathers and Sons, 1982). Außerdem spielte er mit Allan Botschinsky, Freddie Hubbard, Kevin Mahogany, Shirley Scott, Lenny White, Kenny Barron, James Williams und Rahsaan Roland Kirk, bei dessen letztem Album Boogie-Woogie String Along for Real er als Cellist mitwirkte.
Ferner arbeitete er mit seiner eigenen Band, der Charles Fambrough’s All Star Group, mit der er zahlreiche Eigenkompositionen aufnahm, die auch von den Jazz Messengers, Roy Hargrove, Stanley Turrentine, Craig Handy eingespielt wurden.

## Diskografie (Auswahl)
- The Proper Angle (CTI, 1991) mit Roy Hargrove, Wynton Marsalis, Branford Marsalis, Kenny Kirkland, Jeff Tain Watts
- The Charmer (CTI, 1992) mit Roy Hargrove, Kenny Garrett, Abdullah Ibrahim, Stephen Scott, Billy Drummond
- Blues at Bradley’s (CTI, 1993)
- Keeper of The Spirit (Audioquest, 1994) mit John Swana, Ralph Bowen, Grover Washington Jr.
- City Tribes (Evidence, 1995)
- Upright Citizen (NuGroove, 1997)
- Live at Zansibar Blue (Random Chance, 2002)

## Lexikalische Einträge
- Richard Cook, Brian Morton: The Penguin Guide to Jazz on CD. 6. Auflage. Penguin, London 2002, ISBN 0-14-051521-6.
- Leonard Feather, Ira Gitler: The Biographical Encyclopedia of Jazz. Oxford University Press, New York 1999, ISBN 0-19-532000-X.